# Korzenno
Korzenno is een plaats in het Poolse district  Kielecki, woiwodschap Święty Krzyż. De plaats maakt deel uit van de gemeente Raków en telt 116 inwoners.